# Mimosa diversipila
Mimosa diversipila är en ärtväxtart som beskrevs av Marc Micheli. Mimosa diversipila ingår i släktet mimosor, och familjen ärtväxter. Inga underarter finns listade i Catalogue of Life.